# 埃尔维斯·斯科特
埃爾維斯·斯科特（Elvis Scott，1978年8月1日—），生于科爾特斯港，宏都拉斯职业足球运动员，现效力于中國超級足球聯賽长春亚泰，他曾代表洪都拉斯出戰2000年奧運會足球項目。